# Кютахия (вилает)
Кютахя (на турски: Kütahya) е вилает в Западна Турция. Административен център на вилаета е едноименният град Кютахя.
Вилает Кютахия е с население от 684 082 жители (оценка от 2006 г.) и обща площ от 11 889 кв. км. Вилает Кютахя е разделен на 13 околии.

## Население
Численост на населението според преброяванията през годините:
| Година | Численост |
| 1990   | 577 905   |
| 2000   | 656 903   |
| 2011   | 564 403   |